# BA-I
La BA-I russe : Broneavtomobil Izhorskij (parfois BAI) est une automitrailleuse soviétique produite à 82 exemplaires 82 entre 1932 et 1934. Ce modèle fut précurseur d'une sériée d'automitrailleuses de l'usine Izhorskij (en), les BA-3 (en), BA-6 (en) et BA-10. En dépit de leur obsolescence, certains de ces BA-I ont été utilisés lors de la Seconde Guerre mondiale.

## Contexte
En 1931, le premier châssis 6x4 soviétique, le Ford-Timken est créé en montant un essieu en tandem de Timken (en) à l'arrière du châssis d'un Ford AA américain Ford-Timken. Le développement d'automitrailleuses basées sur ce châssis commence alors. A la fin de l'année l'assemblement commence à l'usine "Gudok Oktyabrya", près de Nijni Novgorod. A  l'automne 1931, la base de réparation no 2 de Moscou monte environs 20 coques de BA-27 sur ce nouveau châssis,  cette version étant désignée BA-27M Au même moment des dizaines d'automitrailleuses D-13 sont construits à l'usine d'Izhorskij sur ce même châssis.

## Développement
En 1932, le BA-I est développé à l'usine Izhorskij par A. D. Kuzmin, utilisant le châssis Ford-Timken comme ses prédécesseurs.
Le blindage est assemblée par soudage et non par rivetage, améliorant la survivabilité en cas de coup ou d'explosion proche. grâce au toit "en escalier", la tourelle est placée plus bas, réduisant la hauteur totale de véhicule. 
La tourelle cylindrique contenait un canon de 37 mm avec 34 obus et une mitrailleuse DT. Une seconde mitrailleuse est placée à la droite du conducteur. Il y a des portières sur les côtés et à l'arrière pour évacuer.
Une paire de roues rechange est montée juste derrière les roues avant et légèrement surélevées, elles peuvent aider lors du franchissement de tranchées et sur terrain accidenté. Il est possible de convertir le véhicule en semi-chenillé en installant des chenilles sur les paires de roues à l'arrière. Certains véhicules ont été équipés d'une radio, ces idées ont été reprises dans tous les modèles suivants y compris le BA-10. 
Une version utilisant un châssis de GAZ-AAA amélioré a été développée. Un prototype ferroviaire sous la dénomination BA-IZD été créé mais il n'entra pas en production. 